# Jadon Sancho
Jadon Malik Sancho (Camberwell, 25. ožujka 2000.) engleski je nogometaš koji igra na poziciji krila. Trenutačno igra za Manchester United.

## Osobni život
Sancho je rođen 25. ožujka 2000. u Camberwellu, Veliki London. Njegovi roditelji su iz Trinidada i Tobaga. Odrastao je u Kenningtonu. Sancho se sprijateljio s Reissom Nelsonom, koji je živio u blizini i s kojim je zajedno igrao na omladinskim turnirima. Tijekom odrastanja njegov idol bio je Ronaldinho te je bio navijač Chelseaja.

## Klupska karijera

### Rana karijera
Sancho je sa 7 godina počeo igrati za Watford. S 11 se godina zbog dugog putovanja na trening preselio u stan koji mu je osigurao klub. Kada je imao 14 godina, u ožujku 2015. godine prešao je u Manchester City za početnu naknadu od 66.000 funti, koja je mogla porasti do 500.000 funti. Sancho je nastavio impresionirati svojim nastupima i zbog toga je Khaldoon Al Mubarak, predsjednik Manchester Cityja, rekao da će ubrzo prijeći u prvu momčad. U srpnju 2017. Sancho je želio napustiti klub zbog spora oko novog ugovora.

### Borussia Dortmund
Sancho je 31. kolovoza 2017. potpisao ugovor s Borussijom Dortmund za naknadu od 8 milijuna funti te je odmah bio priključen prvoj momčadi. Za klub je debitirao 21. listopada u utakmici protiv Eintracht Frankfurta kada je ušao kao zamjena šest minuta prije kraja utakmice koja je završila 2:2. Tada je postao prvi Englez koji je odigrao neku utakmicu Bundeslige za Dortmund. Sancho je prvi put bio dio prve postave 14. siječnja 2018. protiv Wolfsburga. Prvi profesionalni gol za Dortmund postigao je u utakmici protiv Bayer Leverkusena, koju je Dortmund dobio s rezultatom 4:0. U listopadu 2018. je potpisao novi ugovor s klubom koji vrijedi do 2022. godine. Tog mjeseca proglašen je za najboljeg igrača mjeseca u Bundesligi. Utakmicom protiv Hoffenheima odigrane 9. veljače 2019. postao je najmlađi igrač koji je postigao osam golova u jednoj sezoni Bundeslige. Kasnije tijekom tog mjeseca, tada star 18 godina i 336 dana, postigao je gol za pobjedu nad Bayer Leverkusenom koji je poražen 3:2 te je time oborio rekord za najmlađeg igrača koji je postigao devet golova kojeg je prethodno držao Lukas Podolski. Dana 13. travnja Sancho je zabio dva gola Mainzu te je time postao najmlađi igrač Dortmunda koji je postigao deset golova u jednoj sezoni Bundeslige. U sezoni 2018./19. postigao je 12 golova i 14 asistencija u ligi te je imenovan članom najbolje momčadi lige za tu sezonu. Dana 3. kolovoza 2019. u utakmici DFL-Supercupa protiv Bayerna Münchena koja je završila 2:0, Sancho je postigao jedan gol i asistenciju. Tijekom veljače 2019. postigao je tri gola i tri asistencije u pet ligaških utakmica te je po drugi put u karijeri imenovan najboljim igračem mjeseca Bundeslige. Dana 31. svibnja 2020. Sancho je Paderbornu zabio prvi hat-trick u karijeri. U finalu DFB-Pokala odigranog 13. svibnja 2021. protiv RB Leipziga zabio je dva gola.

### Manchester United
Dana 23. srpnja 2021. potpisao je petogodišnji ugovor s Manchester Unitedom s opcijom produženja ugovora na još jednu godinu. Za novi klub je debitirao 14. kolovoza kada je Leeds United izgubio 5:1. Svoj prvi klupski pogodak postigao je 23. studenog u utakmici UEFA Lige prvaka 2021./22. protiv Villarreala koja je završila 0:2. Pet dana kasnije postigao je svoj prvi ligaški gol i to protiv Chelseaja s kojim je Manchester United igrao 1:1.

### Borussia Dortmund (posudba)
Sancho je 11. siječnja 2024. posuđen bivšem klubu Borussiji Dortmund do kraja sezone. Borussia Dortmund navodno je platila 4 milijuna eura za tu posudbu. Dva dana kasnije odigrao je svoju prvu utakmicu od kako se ponovno pridružio Borussiji Dortmund te je postigao asistenciju u ligaškoj utakmici protiv Darmstadta 98 koja je završila 0:3. U prvoj polufinalnoj utakmici UEFA Lige prvaka 2023./24. odigranoj 1. svibnja protiv Paris Saint-Germaina, Sancho je imao 12 driblinga što je najveći broj driblinga koji je imao neki igrač u polufinalu UEFA Lige prvaka od Lionela Messija 2008. Igrao je u finalu UEFA Lige prvaka 2023./24. u kojem je Borussia Dortmund izgubila 0:2 od Real Madrida.

### Chelsea (posudba)
Sancho je 31. kolovoza 2024. posuđen Chelseaju s obvezom otkupa za iznos od 20 milijuna funti uz 5 milijuna funti u bonusima, pod uvjetom da Chelsea završi među 14 najboljih momčadi Premier lige te sezone. Proglašen je igračem utakmice nakon što je asistirao za jedini pogodak u svom debiju 14. rujna protiv Bournemoutha u ligi. Klupski prvijenac Sancho je ostvario 4. prosinca u ligaškom susretu u kojem je Southampton izgubio 1:5. Bio je strijelac trećeg pogodaka Chelseaja u finalu UEFA Konferencijske lige 2024./25. u kojem je Real Betis poražen 1:4. Chelsea je 3. lipnja platio Manchester Unitedu 5 milijuna funti kako bi poništio obvezu otkupa čime je Sancho ostao igrač Manchester Uniteda.

## Reprezentativna karijera

### Omladinska karijera
U svibnju 2017. Sancho je kao dio Engleske reprezentacije do 17 godina stigao do finala Europskog prvenstva i proglašen je najboljim igračem natjecanja. U rujnu 2017. pozvan je na Svjetsko prvenstvo do 17 godina, ali je njegov novi klub odbijao pozive. Dvije strane na kraju su se dogovorile da će Sancho sudjelovati u grupnoj fazi natjecanja, ali da nije sigurno hoće li igrati ako Engleska prođe u nokaut fazu. Sancho je 8. listopada postigao dva gola na utakmici protiv Čilea koji je poražen 0:4. Tijekom utakmice protiv Japana 16. listopada Sancha je klub povukao iz natjecanja. Sancho je 2. studenog 2017. prvi put pozvan u Englesku reprezentaciju do 19 godina i pridružio im se u kvalifikacijama za Europsko prvenstvo. Debitirao je na utakmici protiv Farskih Otoka, koju je Engleska dobila 6:0. Igrao je u utakmici protiv Islanda, koju je Engleska dobila 2:1. Sancho je postigao jedini gol na utakmici protiv Bugarske, što je omogućilo Engleskoj da ostane na vrhu svoje grupe. Kada je ušao kao zamjena na utakmici protiv Mađarske 21. ožujka 2018. postigao je posljednji gol za 4:1.

### Seniorska karijera
Nakon odličnog početka nove sezone Sancho je 4. listopada 2018. godine dobio poziv od A selekcije Engleske reprezentacije za nastup u UEFA Ligi nacija. Debitirao je 12. listopada u utakmici Lige nacije protiv Hrvatske bez golova, kada je ušao kao zamjena u 78. minuti. Svoju prvu kvalifikacijsku utakmicu za Europsko prvenstvo 2020. odigrao je 22. ožujka 2019. protiv Češke koju je Engleska dobila 5:0. Svoja prva dva gola za reprezentaciju zabio je 10. rujna 2019. u kvalifikacijskoj utakmici za Europsko prvenstvo 2020. protiv Kosova koji je izgubio 5:3. Bio je dio momčadi koja je osvojila srebro na Europskom prvenstvu 2020.

## Priznanja

### Individualna
- Najbolji igrač Europskog prvenstva do 17 godina: 2017.[57]
- Član momčad natjecanja Europskog prvenstva do 17 godina: 2017.[72]
- Igrač mjeseca Bundeslige: listopada 2018.,[29] veljače 2020.,[73] veljače 2021.[74]
- Gol mjeseca Bundeslige: veljače 2019.[75]
- Mjesec sezone Bundeslige: 2018./19.,[33] 2019./20.[76]
- Mjesec sezone prema izboru VDV-a: 2018./19.[77]
- Momčad sezone prema izboru kickera: 2018./19.,[78] 2019./20.[79]
- Goal NxGn: 2019.[80]
- Najbolji strijelac DFB-Pokala: 2020./21.

### Klupska
Borussia Dortmund
- DFB-Pokal: 2020./21.[81]
- DFL-Supercup: 2019.[82]
- UEFA Liga prvaka (finalist): 2023./24.[83]

Manchester United
- Engleski Liga kup: 2022./23.[84]
- FA kup (finalist): 2022./23.[85]

### Reprezentativna
Engleska do 17 godina
- Svjetsko prvenstvo u nogometu do 17 godina: 2017.[86]
- Europsko prvenstvo u nogometu do 17 godina (doprvak): 2017.[87]

Engleska
- UEFA Liga nacija (treće mjesto): 2018./19.[88]
- Europsko prvenstvo (finalist): 2020.[89]

## Vanjske poveznice
- Profil  Arhivirana inačica izvorne stranice od 10. travnja 2020. (Wayback Machine), Borussia Dortmund
- Profil, Engleski nogometni savez